# Mount Becker
Mount Becker är ett berg i Antarktis. Det ligger i Västantarktis. Argentina, Chile och Storbritannien gör anspråk på området. Toppen på Mount Becker är 1 242 meter över havet.
Terrängen runt Mount Becker är huvudsakligen lite kuperad. Trakten är obefolkad. Det finns inga samhällen i närheten.